# Samus Aran
Samus Aran (サムス・アラン?, Samusu Aran) è un personaggio immaginario ideato da Makoto Kano e Hiroji Kiyotake e la protagonista della serie di videogiochi Metroid, apparsa per la prima volta nel 1986 nel videogioco a piattaforme Metroid per Nintendo Entertainment System. È una cacciatrice di taglie cresciuta dai Chozo, indossa un potente esoscheletro dotato di un cannone a braccio e che è in grado di potenziarsi in ogni suo aspetto tramite power-up specifici.
Oltre ad essere il personaggio giocante di undici titoli della saga, la cacciatrice di taglie spaziale appare nella serie Super Smash Bros. e nei videogiochi Super Mario RPG: Legend of the Seven Stars, Kirby's Fun Pak e Kirby's Dream Land 3.
Samus è stata interpretata da diverse doppiatrici, la prima delle quali è stata Jennifer Hale. Al suo esordio, il personaggio venne accolto positivamente dalla critica, ed è conosciuta anche per essere una delle prime protagoniste femminili apparse nel mondo videoludico.

## Concezione e sviluppo
Samus Aran venne ideata da Makoto Kano e Hiroji Kiyotake per il videogioco del 1986 Metroid. In un'intervista, l'autore Yoshio Sakamoto della serie disse che un membro del team degli sviluppatori, durante la produzione del videogioco, suggerì che Samus dovesse essere una donna. Il manuale d'istruzione del videogioco si riferisce a Samus come se fosse un maschio per non rovinare la sorpresa del finale. Secondo quanto dichiarato da Hiroji Kiyotake e Yoshio Sakamoto, il cognome "Aran" deriva dal secondo nome del calciatore Pelé, il cui nome completo è "Edson Arantes do Nascimento".
Nell'originale Metroid, Samus non ebbe alcun dialogo e in Super Metroid solo il prologo. In Fusion e Other M il personaggio ebbe molti più dialoghi, ma venne stroncato dalla critica, descrivendolo come uno "scarso sviluppo" e "doppiaggio inferiore". Gli sviluppatori decisero quindi di tornare all'idea originale nei videogiochi successivi. Nell'ottobre 2021, Sakamoto spiegò perché Samus ha pochi dialoghi in Metroid Dread, dicendo che "per trasmettere l'attuale situazione di Samus o quello che le passa per la testa, sarebbe stato presentato meglio al giocatore non attraverso parole o voce, ma con recitazione o immagini. Voglio che il giocatore pensi 'Cosa sta succedendo? Cosa sta provando Samus in questo momento?'. È per questo che ho deciso di andare in quella direzione".
Nonostante Samus sia spesso descritta come una cacciatrice di taglie, Nintendo affermò che le diedero tale professione perché non compresero appieno il significato, ma apprezzarono il titolo, considerandola un'avventuriera "altruista" e "materna".

### Design

La morfosfera, l'iconica abilità di Samus

Samus spesso indossa la sua "Tuta Energia", un potente esoscheletro che la protegge dai pericoli e può essere migliorata attraverso potenziamenti ottenibili durante il gioco. La sua iconica abilità di appallottolarsi in una sfera venne chiamata inizialmente  "Maru Mari", ovvero "arrotondata" in giapponese, venendo poi tradotta in "Morfosfera". Gli sviluppatori concepirono tale trasformazione perché fu molto più semplice da animare rispetto "un cyborg accovacciato a quattro zampe" e il produttore Gunpei Yokoi approfittò dell'idea. In Metroid II: Return of Samus, Samus all'interno della tuta è alta 1,90 m e pesa 90 kg.
L'aspetto di Samus senza tuta è basato su Ellen Ripley, interpretata da Sigourney Weaver in Aliens - Scontro finale, e l'attrice Kim Basinger nei film 9 settimane e ½ e Ho sposato un'aliena. Sakamoto affermò che gli sviluppatori, durante la produzione della serie, cercarono di far esprimere la femminilità del personaggio senza sessualizzarla. Nella guida di Nintendo di Super Metroid, Samus viene descritta come alta 1,91 m e 90 kg di peso senza la sua tuta.

## Descrizione del personaggio

Samus senza l'armatura è basata su Kim Basinger

Samus Aran è una cacciatrice di taglie dello spazio che collabora occasionalmente con la Federazione Galattica, una divisione interplanetaria che tutela e controlla varie galassie. All'inizio, il suo ruolo è quello di aiutare la Federazione Galattica a sconfiggere i Pirati, in seguito diventerà anche quello di combattere i Metroid, razza aliena mutante da tenere sotto controllo.
In battaglia, Samus indossa un esoscheletro che le viene fornito dalla razza aliena Chozo altamente tecnologico detto Tuta Energia. Nella prima edizione di Metroid, al giocatore viene lasciato palesemente intendere che la protagonista sia un androide o un uomo in armatura, ma concludendo il gioco entro un tempo limite, è possibile vedere la protagonista rimuovere la sua tuta rivelandone il sesso femminile.
Nella sua prima apparizione nelle sue effettive sembianze, Samus appariva come una giovane donna dai capelli rossi, che dai capitoli successivi in poi divennero biondi. L'aspetto canonico di Samus è quello di una ragazza longilinea, dalla carnagione media, i capelli lunghi e biondi e gli occhi azzurri con delle sfumature verdi (invece, sono completamente verdi in Metroid: Other M). Sul suo viso è visibile un neo sul lato sinistro del mento.

## Biografia del personaggio

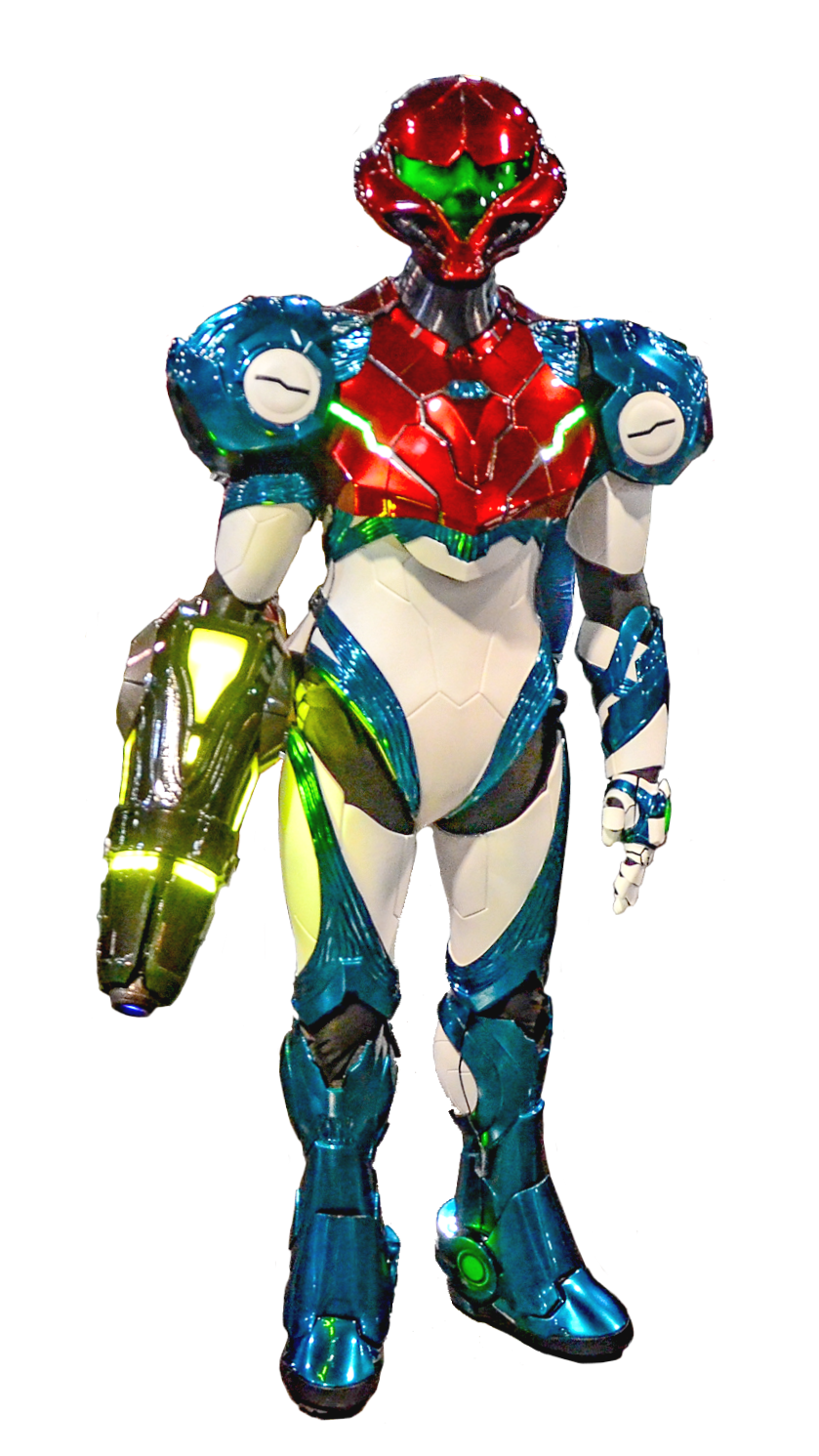
Cosplayer di Samus come appare in Metroid Dread

Samus nacque in una Colonia Terrestre denominata "K-2L" in un futuro remoto non specificato, figlia unica di Rodney Aran e di sua moglie Virginia. Da bambina rimase coinvolta in un assedio della sua colonia da parte di Pirati Spaziali guidati da Ridley, della quale lei rimase l'unica superstite; venne ritrovata e adottata dai Chozo, abitanti del pianeta Zebes e una delle razze più evolute dell'universo. Per mantenerla in vita, fusero in lei il loro DNA, dandole una forza e agilità sovrumane. Quando Samus cresce diventa una cacciatrice di taglie con lo scopo di intercettare un giorno i responsabili di ciò che le è accaduto e di scongiurare altri massacri. Il buon lavoro da lei svolto nelle sue missioni la rende nota in molte galassie; la Federazione Galattica, anch'essa positivamente colpita dalla ragazza si mette in contatto con questa, e tra i due seguono diverse collaborazioni.
Metroid
Nell'anno cosmico 20X5, Samus viene inviata dalla Federazione per porre fine agli esperimenti sulla specie neo-scoperta "Metroid". Samus raggiunge Tourian e distrugge il cyborg a capo dei Pirati, il Cervello Madre, e la base dei Pirati Spaziali stessi, preleva alcuni esemplari di Metroid e li consegna alla Federazione.
Metroid Prime
Poco tempo dopo l'eliminazione dei pirati spaziali su Zebes, Samus, durante un volo di ricognizione, riceve un messaggio di SOS vicino dal misterioso pianeta "Tallon IV"; il messaggio proviene da una stazione orbitante intorno al pianeta, e scopre che i pirati superstiti dall'attacco su Zebes si sono divisi in due gruppi, uno diretto alla base distrutta da Samus per ricostruirla insieme al loro leader, mentre l'altro conduce ricerche scientifiche per migliorare l'arsenale sfruttando nuove tecnologie. Inoltre, i pirati hanno trovato un materiale radioattivo chiamato "Phazon".
Samus uccide i pirati ed arriva infine alla fonte stessa del Phazon, una micidiale creatura simile a un aracnide chiamata "Metroid Prime". Dopo una lunga battaglia, Samus sconfigge il Metroid Prime, ma prima che possa svanire, assorbe il Phazon che ha intaccato la sua Tuta Energia durante l'esplorazione del pianeta e, fondendolo con alcune tracce di DNA, la creatura si trasforma diventando un replicante di Samus, che viene denominato Samus Oscura.
Metroid Prime Hunters
La Federazione riceve un misterioso messaggio telepatico dallo sconosciuto "Sistema Alimbico". Samus viene incaricata di indagare su questo messaggio, che si riferisce a un potere supremo. Il messaggio viene intercettato però da altri sei cacciatori che si dirigono insieme a Samus nel Sistema Alimbico. Dopo una lunga ricerca, si scopre che il messaggio era un diversivo escogitato da una creatura aliena chiamata "Gorea", intrappolata molti secoli prima dalla popolazione Alimbica, che intende catturarli e assorbirne i poteri. Gorea riesce in parte nel suo intento, assorbe i poteri dei sei cacciatori rivali di Samus e si appresta a sfidarla. Samus distrugge Gorea e fugge, seguita dagli altri cacciatori.
Metroid Prime 2: Echoes
Dopo aver ricevuto una chiamata di soccorso da dei soldati della Federazione, Samus giunge sul pianeta "Aether", colpito da poco da un Leviatano, e viene a sapere del fatto che il pianeta, casa di una popolazione chiamata "Luminoth", è diviso in due metà: una parte normale e una parte oscura. Viaggiando attraverso dei varchi dimensionali da una parte all'altra, Samus stermina le creature che infestavano il pianeta, gli "Ing", compreso il loro imperatore. Mentre la parte oscura del pianeta sta per scomparire, Samus si ritrova di fronte alla sua nemesi, Samus Oscura. Samus ha la meglio e scappa dal pianeta oscuro, ma non sa che la sua controparte ostile è ancora in vita.
Metroid Prime 3: Corruption
Sono passati sei mesi dall'impatto del Leviatano su Aether. Raggiunto il pianeta Phaaze, Samus Oscura assorbe una gran quantità di Phazon e progetta di impadronirsi delle "Unità Aurora". La Federazione Galattica, resasi conto dell'anomalia, isola le Unità e cerca un vaccino che possa debellare il virus. Essendo in una condizione di estrema vulnerabilità, la Federazione installa una base operativa sulla corazzata Olympus, orbitante attorno al pianeta Norion, e convoca quattro cacciatori di taglie per iniettare il vaccino alle Unità Aurora: Samus, Ghor, Rundas e Gandrayda. Mentre il briefing della missione è ancora in corso, un gruppo di Pirati attacca Norion. Nello stesso momento, un Leviatano emerge da un varco dimensionale, in rotta di collisione con il pianeta. Dopo una dura battaglia, i quattro cacciatori stanno per distruggere il Leviatano ma in quel momento vengono contrastati da Samus Oscura che gli scaglia contro energia pura di Phazon, mettendoli fuori combattimento. Con le sue ultime forze, Samus scaglia il colpo a un meteorite che stava per abbattersi sul luogo e riesce a scongiurare la minaccia.
Dopo un mese in coma, Samus si risveglia nella G.F.S. Olympus e viene informata che lei e gli altri cacciatori sono stati contaminati dal Phazon; tuttavia questi non ha alcun effetto negativo apparente per l'organismo e questa scoperta viene sfruttata per potenziare la Tuta con lo stesso Phazon che circola nel corpo. Samus apprende inoltre che contemporaneamente all'attacco su Norion, anche altri pianeti sono stati assediati e gli altri cacciatori recatisi sul posto per indagare sono scomparsi, quindi riparte in missione. Dopo aver smantellato i pianeti contaminati, Samus raggiunge il nucleo del pianeta Phaaze e combatte contro Samus Oscura. Questa viene distrutta e con essa scompare definitivamente tutto il Phazon presente nell'universo.
Metroid II: Return of Samus
In , Samus parte per il pianeta SR-388 sotto istruzioni della Federazione. Dopo aver distrutto tutti i Metroid, Samus si ritrova contro la Regina Metroid, che la cacciatrice di taglie sconfigge. Samus scappa dal vulcano ivi presente che stava per eruttare, e mentre fugge trova davanti a lei un uovo di Metroid. L'uovo si schiude e il piccolo Metroid che ne era uscito riconosce Samus come madre. Samus prende dunque il piccolo con sé, lo mette in un contenitore e scappa dal pianeta. Capendo l'importanza scientifica che possedeva quel Metroid, Samus lo consegna a un laboratorio di ricerca.
Super Metroid
I Pirati Spaziali riportano in vita il Cervello Madre e quindi, Samus è costretta a riaffrontarlo. Durante lo scontro però il Cervello Madre si rivela molto più potente della prima volta, e sembra sul punto di sconfiggere Samus, quando, inaspettatamente, il Metroid cucciolo che Samus prese poco prima le viene in soccorso, e tramite un processo inverso a quello con cui i Metroid di solito sottraggono energia vitale alle altre creature, comincia a cedere le sue energie a Samus e privo di forze soccombe ai colpi micidiali del Cervello Madre. Con la forza ottenuta Samus riesce a distruggere il Cervello Madre. Prima di essere distrutto però il Cervello Madre attiva il sistema di autodistruzione del pianeta Zebes. La protagonista riesce a salvarsi fuggendo con la sua navetta poco prima dell'esplosione del pianeta.
Metroid: Other M
Poche ore dopo l'esplosione di Zebes, Samus ritorna alla Federazione Galattica. Durante un viaggio nello spazio, Samus riceve un SOS proveniente dalla Stazione Arca, abbandonata e sconosciuta. Qui Samus incontra Adam Malkovich, suo ex superiore, e la sua squadra. Durante una prima esplorazione della base, Samus decide di collaborare con la squadra di Adam. In seguito Samus scopre che nella stazione si sviluppava un progetto per la costruzione illegale di Bio-Armi voluto dalla Federazione Galattica, che per mettere a tacere la cosa, ha insinuato un assassino nel team di Adam con il compito di eliminare i superstiti e l'intero team.
Durante le indagini, Samus scopre dell'esistenza del Settore Zero, dove venivano creati dei Metroid insensibili al freddo, di un nuovo Ridley e di M.B. (Melissa Bergman), un umanoide nato con le cellule del Cervello Madre, in grado di controllare tutte le creature della stazione. Queste si ribellano per ordine di MB, dopo che quest'ultima ha incominciato, dopo ad un'autoanalisi, a creare problemi ai ricercatori sostenendo i propri ideali e le proprie idee. Quest'ultima, sentendosi tradita dopo l'ordine di cambiare il suo programma, si ribella contro gli umani con l'intento di distruggere la Federazione Galattica, ma viene abbattuta dai soldati della stessa. Adam Malkovich sacrifica la propria vita distruggendo dall'interno il settore Zero. Dopo aver completato la missione Samus torna alla base prima della sua distruzione per recuperare l'elmo del suo superiore e scappa dalla stazione spaziale prima della sua implosione.
Metroid Fusion
Non molto tempo dopo Samus torna su SR-388 per ispezionarlo, quando viene attaccata da un Parassita X e rischia la morte. Dopo essersi salvata,perdendo tuttavia le funzionalità della sua tuta, Samus viene incaricata di sterminare la razza di parassiti. Samus prende ordini da un computer di bordo, che si rivelerà alla fine essere il suo vecchio superiore, Adam Malkovich. Durante la missione, la cacciatrice incontra un parassita che ha replicato il suo aspetto e tutte le potenzialità della sua tuta, denominato "SA-X" (Samus-X). Samus deve innanzitutto recuperare tutte le funzionalità della tuta prima di poter affrontare SA-X e in più di un'occasione è costretta alla fuga. Durante un'ispezione scopre un progetto segreto della Federazione per ricreare in laboratorio i Metroid quando viene attirata da un'esplosione poco distante. SA-X infatti sta distruggendo gli unici esseri oltre a Samus capaci di minacciarlo. Alcuni Metroid vengono liberati dalle loro capsule di incubazione grazie alle esplosioni e attaccano SA-X uccidendolo. L'ala del laboratorio è tuttavia troppo danneggiata e viene espulsa dalla stazione spaziale. Samus riesce a salvarsi e quando chiede spiegazioni del progetto le viene ordinato di abbandonare la missione. Successivamente apprende che non solo la Federazione ha un interesse particolare per il Parassita X ma che ormai SA-X si è riprodotto e la stazione spaziale ne ospita almeno una decina. Per impedire una strage e la fine della Galassia Samus decide di disubbidire agli ordini e di distruggere la stazione spaziale impostando la rotta della stazione in collisione con SR-388 e attivando l'autodistruzione. Dopo aver distrutto un altro SA-X, Samus modifica le coordinate della base spaziale e si dirige verso la sua navicella. Arrivata al deck si ritrova a dover fronteggiare un Omega Metroid che è tuttavia troppo forte per lei e la ferisce gravemente. Poco prima che Samus venga uccisa arriva un altro SA-X intenzionato a distruggere l'ultimo Metroid superstite ma viene facilmente sconfitto. Samus assorbe il SA-X ucciso e recupera pienamente la sua tuta, uccide l'Omega Metroid e fugge appena in tempo, prima che la stazione esploda.
Metroid Dread
Poco dopo gli eventi di Metroid Fusion, la Federazione Galattica riceve un video amatoriale che riprende un esemplare vivo di Parassita X in ambiente naturale sul pianeta ZDR. Non riuscendo a rintracciare il mittente, la Federazione invia dei robot "E.M.M.I" (Extraplanetary Multiform Mobile Identifier) per rintracciare il parassita sul pianeta, con i quali perde i contatti poco dopo il loro arrivo sul pianeta. Samus viene mandata ad indagare nonostante la taglia esigua. Una volta giunta sul pianeta e inoltratasi in un centro di ricerca Chozo, Samus viene attaccata da un esemplare di Chozo ostile, il quale sconfigge facilmente la cacciatrice di taglie e la priva di gran parte delle abilità della sua armatura salvo il raggio energia e il lanciamissili. Samus, in cerca delle sue abilità, si imbatte dopo breve tempo in un esemplare di E.M.M.I. malfunzionante sulle quali le armi convenzionali non hanno alcun effetto. ADAM in seguito si interfaccerà con i terminali della stazione, e spiegherà l'invulnerabilità degli E.M.M.I. a Samus e la loro unica vulnerabilità, il raggio Omega, il quale può venir assorbito dai nuclei di controllo e viene consumato dopo un utilizzo, fornendo tuttavia un upgrade alla tuta. Facendosi strada nel centro di ricerca, sconfiggendo vari E.M.M.I e vari boss tra i quali vecchie conoscenze come Kraid, Samus incontra un vecchio Chozo non ostile di nome Manto della Quiete, il quale salva Samus dall'attacco di un E.M.M.I. disattivando gli ultimi tre rimasti e spiega a Samus cosa sta succedendo di preciso nel centro di ricerca: il Chozo che l'ha attaccata, di nome Rostro di Corvo, fa parte di una tribù di Chozo ostile e ampiamente militarizzata, i Mawkin, in antitesi alla gran parte del popolo Chozo, famosi per essere una specie estremamente pacifica e rispettosa della natura. I Thoha, la tribù di Manto della Quiete e responsabile della creazione dei Metroid (i quali furono creati per combattere gli X, non per scopi malvagi), una volta che questi ultimi sfuggirono al loro controllo a causa del tradimento del Cervello Madre, chiesero aiuto a Rostro di Corvo e alla sua tribù per il contenimento dei Metroid, riuscendo a contenerli e sterminarne la maggior parte. Tuttavia Rostro di Corvo, annusando il potenziale dei Metroid come armi biologiche, si rivoltò ai Thoha insieme a Mawkin e ne sterminò la tribù ad eccezione di Manto della Quiete, il quale venne catturato e sottomesso essendo l'unico in grado di ricostruire un Cervello Madre e riconquistare il controllo sui Metroid (con ogni probabilità i nuclei di controllo degli E.M.M.I. sono opera sua). I Mawkin avevano bisogno dei Metroid anche per combattere i rimanenti parassiti X, che infettarono gran parte delle loro milizie in assenza dei loro predatori "artificiali" (i parassiti X sono stati contenuti in una struttura di quarantena da Rostro di Corvo, ma ciò è visto da quest'ultimo solo come una pezza temporanea). Tuttavia a causa degli eventi di Super Metroid e Metroid Fusion il piano di Rostro di Corvo fallisce miseramente, in quanto Samus ha portato i Metroid all'estinzione, e pertanto tenta di estrarre il DNA Metroid (con il quale la cacciatrice di taglie è stata curata dagli X in Metroid Fusion) utilizzando gli E.M.M.I., con lo scopo di creare dei cloni di Metroid e riprendere il suo piano da dove era stato interrotto. Al termine del racconto Manto della Quiete fa appena in tempo a sbloccare un passaggio per Samus e chiederle di fermare Rostro di Corvo prima di venir ucciso da un robot inviato da quest'ultimo, il quale viene presto sconfitto da Samus (nota: durante il dialogo con Manto della Quiete Samus parla per la prima volta nella serie 2D dei giochi). Grazie ai passaggi aperti da Manto della Quiete Samus viene indirizzata da ADAM presso la struttura di quarantena degli X con lo scopo di rintracciare Rostro di Corvo, azione che libererà per errore gli X sul resto del pianeta. Uno degli X infettà il cadavere di Manto della Quiete, che rianimato dall'X riattiva i tre E.M.M.I. rimasti. Avanzando nell'avventura Samus si rende conto che c'è qualcosa che non va con il suo corpo quando, durante il duello contro l'ultimo E.M.M.I., assorbe completamente tramite il suo braccio l'energia vitale del robot, ripristinando totalmente la sua salute. Chiedendo spiegazioni ad ADAM, il computer spiegherà a Samus che il DNA Metroid presente nel suo organismo sta maturando e sta velocemente trasformando Samus in un ibrido umano-Metroid, donandole l'abilità tipica dei Metroid di assorbire l'energia vitale degli esseri viventi. Nel frattempo ADAM rintraccia Rostro di Corvo, il quale si è rifugiato sulla sua navetta nei cieli di ZDR. Samus raggiunge la navetta dove scopre un nuovo terminale, nel quale ADAM la informa di essere diventata un Metroid completo e di essere una minaccia per la galassia, e di aspettare la Federazione Galattica per il prelievo. Samus si ribella ad ADAM e gli spara un colpo di raggio caricato, sfondando il terminale e scoprendo che dietro al computer, a partire dal suo risveglio sulla superficie del pianeta, c'è sempre stato Rostro di Corvo. Egli le rivela che lei è stata trasformata da semplice umana a macchina da guerra quale è dall'unione degli sforzi scientifici di Thoha e Mawkin, e che l'ha guidata attraverso ZDR con lo scopo di farla trasformare in un Metroid completo, per clonarla in seguito e avere la sua armata di "Metroid più potenti dell'universo". Samus si ribella al "genitore" usando i suoi poteri da Metroid e assorbe sia l'energia vitale di Rostro di Corvo sia l'intera energia della navetta, trasformando esteticamente la sua tuta in un aspetto simile alla corazza di un Metroid Omega, e assorbendo il raggio di Rostro di Corvo. Ancora vivo, quest'ultimo viene attaccato da un X che precedentemente aveva assorbito il cadavere di Kraid, trasformandosi in un ibrido Chozo-Kraid che Samus fa fuori grazie ad un raggio potentissimo emanato dalla sua tuta Metroid. L'energia sprigionata e assorbita da Samus avvia il processo di autodistruzione del pianeta, e la cacciatrice è costretta alla fuga. Tuttavia una volta a bordo della sua navetta ella si rivela impossibilitata ad avviare i motori in quanto assorbirebbe l'energia residua dei motori. Improvvisamente appare il parassita X di Manto della Quiete che, inchinatosi a Samus, viene assorbito da quest'ultima stabilizzando il suo DNA e permettendo a Samus di evadere il pianeta in tempo

## Altre versioni
Samus è apparsa in una serie a fumetti chiamata Un videogioco per Kevin - Captain N, ambientata prima degli avvenimenti di Metroid. Samus è apparsa anche in vari adattamenti a fumetti di Metroid. Nella serie manga del 2003-2004 scritta da Kouji Tazawa e illustrata Kenji Ishikawa viene raccontato il retroscena del personaggio, adattando la storia de Un videogioco per Kevin - Captain N.
Samus è apparsa anche come mentore in Samus & Joey e il suo sequel Metroid EX, dove allena il giovane ragazzo Joey Apronika come suo erede.

## Altri media
Al di fuori del franchise di origine, Samus è uno dei personaggio giocabili della serie Super Smash Bros. in tutti i capitoli della serie. Da Super Smash Bros. Brawl il personaggio è apparso sia nella versione con la tuta sia nella "Tuta Zero". Super Smash Bros. Ultimate ha aggiunto anche Samus Oscura che riprende la stesso stile di gioco di Samus, tranne per le animazioni e il design.
Il personaggio appare come cameo in Galactic Pinball, Super Mario RPG: Legend of the Seven Stars, Kirby's Fun Pak e Kirby's Dream Land 3. È apparsa anche come personaggio non giocabile in Dead or Alive: Dimensions.

## Accoglienza

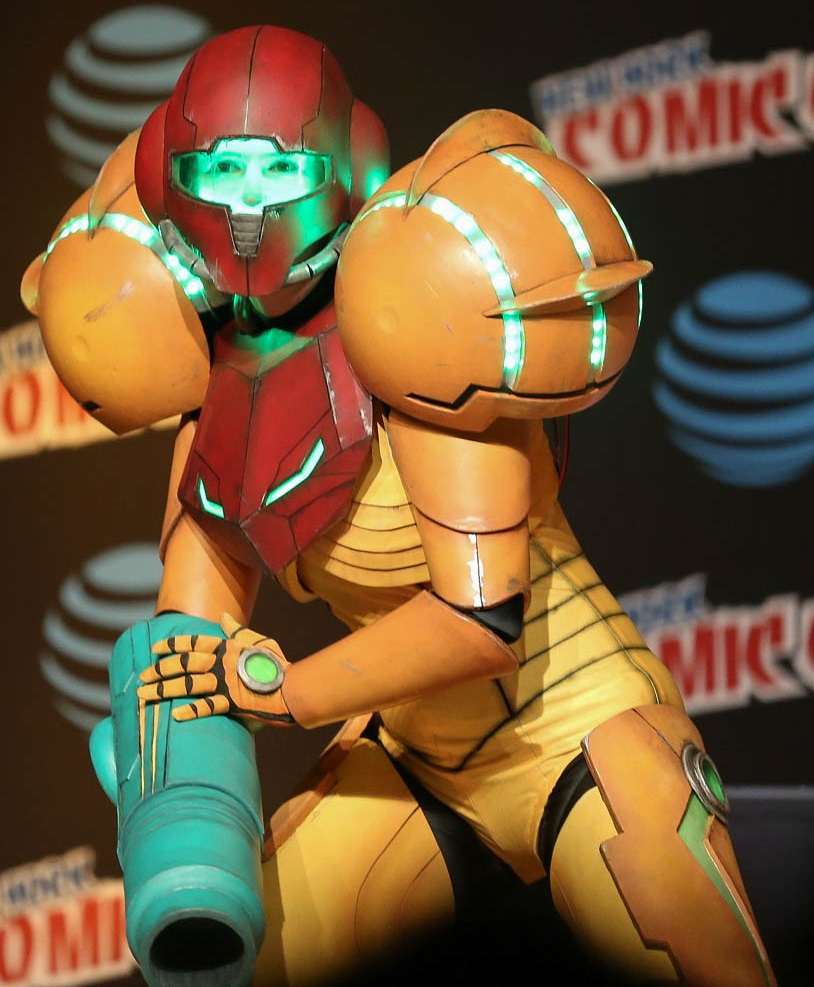
Cosplayer di Samus Aran al New York Comic Con 2016

Samus Aran è uno dei personaggi dei videogiochi più apprezzati dalla critica e dai fan di tutti i tempi. Diversi critici hanno discusso il rapporto tra il personaggio e la sessualità. È stata definita uno dei personaggi dei videogiochi meno sessualizzati nel libro Gaming Lives in the Twenty-First Century: Literate Connections e da Steve Rabin. Justin Hoeger di The Sacramento Bee ha apprezzato il fatto che non sia un personaggio basato solo sul sex appeal e la sua personalità da "dura". Tuttavia Toronto Star ha trovato disgustosa la "politica sessuale" che circondava il personaggio, sostenendo che non era né un personaggio ideato solo il sex appeal, né una "leader nella lotta per i diritti civili nei videogiochi". Retro Gamer l'ha inserita nella loro lista "top 10 forze del bene" e l'ha definita un "personaggio femminile unico (che non si basa solo) su sentimenti a buon mercato per catturare l'attenzione del giocatore". Nonostante tutto ciò, diversi media hanno accolto positivamente Samus per il suo sex appeal ed è stata inclusa in diverse liste che classificano i personaggi femminili per il loro aspetto.
Paul O'Connor, game designer della Sammy Corporation, ha sottolineato come i giocatori empatizzano e si identificano in Samus perché è spesso premiata per la sua curiosità. Il libro Videogames and Art ha notato come nel Metroid originale il giocatore non conosce né il passato né il futuro di Samus, ma la sua unica interazione e comprensione del personaggio è attraverso il gameplay con altre poche informazioni ricavabili dal manuale e dalle concept art, evidenziando poi "il drastico cambiamento", in riferimento al finale in cui rivela al giocatore di essere una donna.
L'accoglienza del personaggio in Other M ha ricevuto reazioni miste da parte della critica. Al contrario di altri videogiochi Metroid dove Samus può utilizzare tutte le armi e abilità ottenute, in questo videogiochi le disattiva finché il comandante Adam Malkovich non l'ha autorizza. Abbie Heppe di G4 ha trovato ciò e l'attacco d'ansia che ha il personaggio quando vide Ridley "sessista". Tae K. Kim di GamePro, anche se non ha apprezzato la trama e i monologhi di Samus, ha sostenuto che "ha aiutato a contestualizzare la sua intera esistenza", che ha sviluppato il personaggio in "un vero essere umano che sta usando la vastità dello spazio per provare a distanziare sé stessa dal suo passato". Justin Hayward di 1UP.com ha trovato questa versione di Samus "senza vitalità e noiosa" e "senza senso". GamesRadar+ ha scritto che Other M ha dipinto Samus, considerata ampiamente come una forte protagonista femminile, "una donna insicura che vuole disperatamente l'approvazione del suo ex comandante". Anche David Wolinsky di The A.V. Club ha notato l'immaturità del personaggio, il comportamento petulante e la strana fedeltà per il suo comandante. Diversi critici hanno notato come il personaggio non parli in Metroid Dread. Alex Donaldson di VG247 ha apprezzato come il gioco mostri che Samus è un personaggio "più figo" di Master Chief, mentre Ian Walker di Kotaku l'ha criticata dicendo che "Samus non deve essere un robot senza emozioni per sembrare una dura".
In una recensione di Super Smash Bros., Jeff Gerstmann di GameSpot ha definito Samus uno dei personaggio che ha reso Nintendo "quella che è adesso". Jeremy Parish di Polygon ha detto che Samus Tuta Zero è una "dimostrazione di design questionabili" per i personaggi femminili di Smash, ha definito Samus "di gran lunga la donna più dura tra tutti i personaggi Nintendo". Gavin Jasper di Den of Geek ha notato che Samus si distingueva dal resto del cast per il suo design e il suo passato. Ha apprezzato anche l'inclusione di Samus Tuta Zero, definendola una sorta di "cenno" al primo gioco della serie Metroid.

## Influenza culturale
Samus è una delle prime protagoniste femminili nei videogiochi. Essendo uno delle prime donne nella videoludica a prendere un ruolo fino ad allora dominato da uomini, Samus è considerata una svolta per la rappresentazione dei personaggi femminili. Il finale di Metroid in cui Samus rivela al giocatore di essere una donna è considerato uno dei momenti più significativi nei videogiochi da parte dei critici di UGO Networks, Game Informer e GameDaily. Tuttavia, Rupert Goodwins di The Independent ha trovato l'ambigua identità di Samus per tutto il gioco una "una svolta a malapena per il femminismo".
Samus ha ricevuto diverso Merchandising, tra cui amiibo, il primo dei quali distribuito nel novembre 2014. Visto l'impatto culturale del personaggio, George Banks di Nintendo Life l'ha suggerita come mascotte del genere Metroidvania.